# L'Enfant halluciné
L'Enfant halluciné est un roman de René-Jean Clot publié le 15 avril 1987 aux éditions Grasset et ayant reçu le prix Renaudot la même année.

## Éditions
- L'Enfant halluciné, éditions Grasset, 1987,  (ISBN 978-2246375616).